# Municipio de Blaine (condado de Ottawa)
El municipio de Blaine (en inglés: Blaine Township) es un municipio ubicado en el condado de Ottawa en el estado estadounidense de Kansas. En el año 2010 tenía una población de 115 habitantes y una densidad poblacional de 1,23 personas por km².

## Geografía
El municipio de Blaine se encuentra ubicado en las coordenadas 39°10′7″N 97°38′46″O / 39.16861, -97.64611. Según la Oficina del Censo de los Estados Unidos, el municipio tiene una superficie total de 93.77 km², de la cual 93,75 km² corresponden a tierra firme y (0,03 %) 0,03 km² es agua.

## Demografía
Según el censo de 2010, había 115 personas residiendo en el municipio de Blaine. La densidad de población era de 1,23 hab./km². De los 115 habitantes, el municipio de Blaine estaba compuesto por el 99,13 % blancos, el 0,87 % eran amerindios. Del total de la población el 0 % eran hispanos o latinos de cualquier raza.